# ČSD-Baureihe M 220.3
Die Triebwagen der Baureihe M 220.3 waren vierachsige, zweimotorige benzolmechanische Triebwagen für den gemischten Verkehr der einstigen Tschechoslowakischen Staatsbahnen (ČSD). Sie zählten zu den ersten Typen von zweimotorigen Motortriebwagen mit mechanischer Kraftübertragung der ČSD.

## Geschichte und Einsatz
Nachdem mit den Prototypfahrzeugen (M 230.0 sowie M 220.2) genügend praktische Erfahrungen gesammelt wurden, ergab sich für den Hersteller Tatra Kopřivnice die Aufgabe, die Synchronisierung von zwei Verbrennungsmotoren in einem Triebwagen technisch zu lösen.
Innerhalb der Baureihe gab es maßliche- und Massenunterschiede zwischen dem Prototypwagen M 220.301 sowie den nachfolgenden M 220.302–303. Allen Fahrzeugen gemeinsam waren die maschinelle Ausrüstung und Gestaltung des Wagenkastens.
Über den Einsatz ist nur bekannt, dass alle drei Fahrzeuge in Rumburk stationiert waren.

## DR 136 420–422
Nach 1938 wurden die Triebwagen von der Deutschen Reichsbahn übernommen und als VT 136 420–422 bezeichnet. Durch die Treibstoffkontingentierung wurden sie bald abgestellt und in Beiwagen umgebaut. Über die Weiterverwendung gibt nur die Informationen, dass ein nicht zu identifizierendes Exemplar noch 1963 als Wagen B4i 211-203 bei der Deutschen Reichsbahn lief.

## Technische Merkmale
Angetrieben wurden die Fahrzeuge von zwei Sechszylinder-Viertakt-Benzinmotoren von Tatra. Die Motoren waren eigens für diese Baureihe entwickelt worden und stellten eine Weiterentwicklung gegenüber denen der Baureihe M 220.2 dar. Für die mechanische Kraftübertragung wurde das mechanische Getriebe der Bauart Winterthur verwendet. Dieses Getriebe war viergängig und hatte nur eine Eingangs- und eine Ausgangswelle.
Auf der Eingangswelle waren vier Zahnräder ständig im Eingriff mit dem jeweiligen Zahnräder der Abgangswelle, diese waren auf dieser drehbar gelagert. Jedes Zahnrad auf der Abgangswelle war zweigeteilt (siehe Skizze) und besaß in der Innenseite eine Höhlung. In diese Höhlung war gelagert eine Ringreibungskupplung, die bei der Auswahl der entsprechenden Gangstufe gedrückt wurde gegen beide Teile des Übersetzungsrades. Jede Kupplung war gelagert auf der keilförmigen Abgangswelle und konnte somit das Drehmoment übertragen. Die notwendige Energie für die Kupplung besorgte eine Ölpumpe. Das Getriebe hat noch ein nachgeschaltetes Wendegetriebe.
Jeder Motor war im Drehgestell niedrig gelagert, um nicht in den Führerstand zu ragen. Das Drehmoment griff nur bei der zweiten Achse des Drehgestelles ein. Bei relativ großem Achsstand (3100 mm) war der Drehzapfen ungefähr in der Mitte des Drehgestells.
Der Wagenkasten war im Prinzip gleich dem des M 220.2 mit Übergangsbrücke und ohne mittlerer Ausgangstür aufgebaut. Die Führerstände waren an beiden Enden des Fahrzeuges durch Rollo verschließbar und durch Querwände vom Einstiegsraum abgetrennt. Das Abteil der Reisenden war als Großraum ausgeführt und wurde durch die Abgase des Verbrennungsmotors beheizt. Gegenüber dem Prototypwagen M 220.301 hatten die beiden Wagen M 220.302–303 14 Sitzplätze mehr und wogen mehr.